# 간노촌 (지바현)
간노촌(神納村)은 지바현 기미쓰군에 일찍이 존재했던 촌이다. 현재의 소데가우라시 북부에 해당한다.

## 역사
- 1889년 4월 1일 - 모다군 간노촌이 정촌제를 단독시행하였다.
- 1897년 4월 1일 - 모다군이 통합에 의해 기미쓰군이 되었다.
- 1932년 7월 1일 - 나라와촌과 합병해, 쇼와정이 신설되어, 동일 간노촌은 폐지되었다.

## 교통

### 도로
- 가사라즈 가도